# Provinz Phongsali
Phongsali (französisch: Phongsaly, laotisch: ຜົ້ງສາລີ, [pʰòŋ sǎː líː]) ist eine Provinz (Khwaeng) im äußersten Norden von Laos. Sie grenzt an die laotischen Provinzen Luang Prabang und Oudomxay sowie an die Provinzen Yunnan in der Volksrepublik China und Điện Biên in Vietnam. Die Einwohnerzahl beträgt 193.000 (Stand: 2020).

## Geografie und Klima

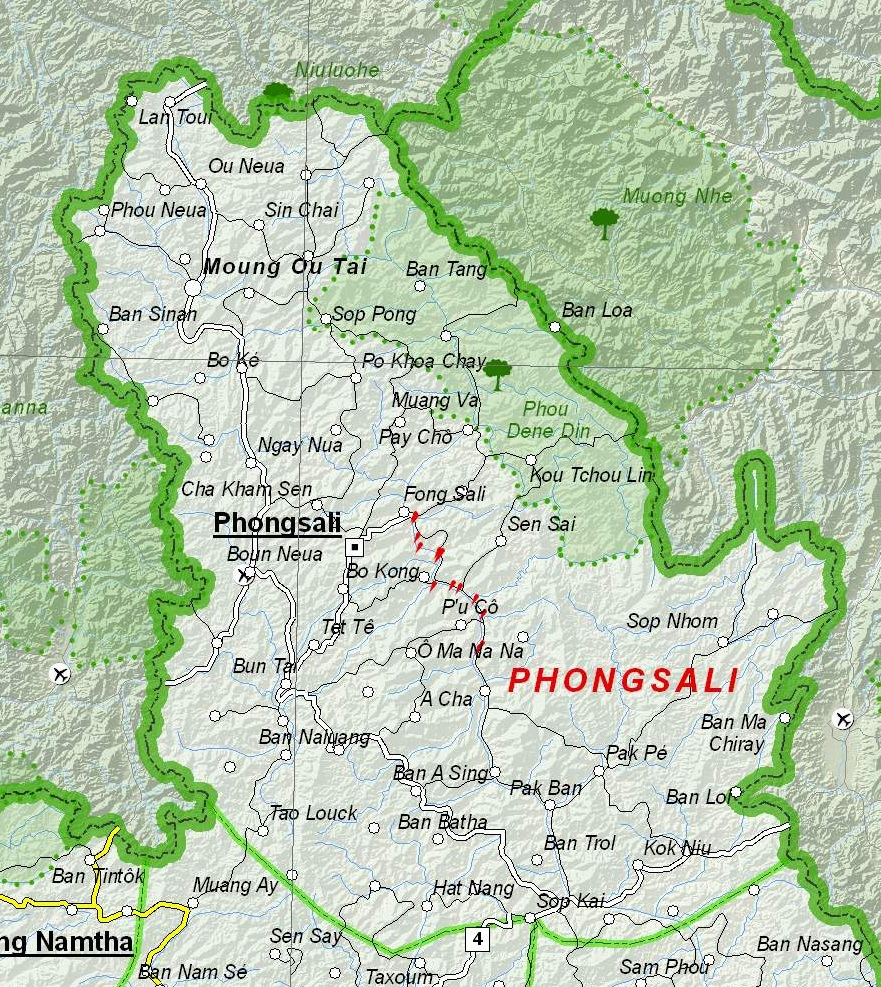
Übersichtskarte der Provinz

Die Provinz Phongsali liegt im äußersten Norden von Laos. Die gesamte Provinz ist Bergland mit etwa 450–1800 Meter Höhe. Als Hauptwasserader durchzieht Phongsali der Fluss Nam Ou. Er entspringt im nördlichsten Distrikt Gnot Ou und fließt südlich vom Ort Muang Khoua in die Provinz Luang Prabang, wo er in den Mekong mündet. Die Landschaft ist geprägt von großen Bereichen immergrünem subtropischem Bergwalds. Dazwischen liegen kleine Dörfer, deren Umgebung durch Brandrodung gezeichnet ist.

## Bevölkerung

Frauen der Akha Pixor Ethnie

Mit 10 Einwohnern je km² ist Phongsali die am dünnsten besiedelte Provinz in Laos und eine der am dünnsten besiedelten Regionen Festlandsüdostasiens. Nur 12,6 % der Bevölkerung lebt in Städten, 58,5 % hingegen in Dörfern ohne Straßenanschluss.
Vieles der Geschichte Phongsalis liegt im Dunkeln. Das Gebiet der heutigen Provinz war und ist sehr dünn besiedelt. Darüber hinaus wird Geschichte von den „Bergvölkern“ (Lao Theung und Lao Soung) nicht aufgeschrieben, sondern in erzählten Mythen weitergegeben. Bestimmende Religionen sind der Theravada-Buddhismus und Ethnische Religionen. Gelebt wird oft eine Mischform aus Geisterkult innerhalb eines buddhistischen Rahmens, der beispielsweise Feiertage vorgibt. Neben Sprache ist traditionelle Kleidung der Frauen ethnisches Unterscheidungsmerkmal. Der Reis bestimmte und bestimmt auch heute das Leben der Menschen. Oft ist die Form des Anbaus Kennzeichen einer Ethnie. Zentrum des Lebens aller Ethnien ist die Familie.
Die Provinz Phongsali wird von Ethnien der drei großen südostasiatischen Sprachfamilien besiedelt. Mit Untergruppen unterscheidet die Laotische Regierung hier offiziell 28 verschiedene Ethnien mit fast ebenso vielen Sprachen in der Provinz. Ethnische Lao machen in Phongsali nur einen geringen Teil der Bevölkerung aus, im Gegensatz zu den meisten anderen Provinzen von Laos.
- Tai-Kadai-Sprachfamilie: Lao, Tai Lü, Tai Dam, Tai Daeng

Phongsali war ein unabhängiges Tai Lü-Fürstentum mit enger Bindung an Xishuangbanna in der heutigen Provinz Yunnan in China. Tai Lü sind Theravada-Buddhisten. Unter Sehenswürdigkeiten ist bereits das Tai Lü-Kloster Wat Luang in Ou Tai erwähnt. Frauen tragen oft sehr bunte lange Röcke aus Seide. Neben Nassreis wird Mais angebaut.
Tai Dam, schwarze Tai, siedeln vorwiegend in Dörfern in Tälern in den Distrikten Muang Khua und Muang Mai. Von hier ist es nicht weit nach Điện Biên in Vietnam, einem Zentrum der Tai Dam. Tai Dam sind „naturreligiös“ mit Nähe zum Theravada-Buddhismus. Frauen tragen typische, vorne mit Silberknöpfen versehene Blusen, dazu einen seidenen Rock. Ihr Haupt bedecken sie mit einem schwarzen Tuch mit bunter Borte. Oft tragen sie ihr Haar in einem hohen Dutt, an dem vorne eine Silbermünze prangt. Tai Dam bauen Nassreis an.
Ethnische Lao leben in Dörfern am unteren Nam Ou im Distrikt Muang Khoua. Viele Lao siedelten allerdings Mitte der 1980er Jahre aus anderen Provinzen ins administrative Zentrum Phongsali-Stadt. Frauen tragen den typischen laotischen Rock (Sin). Die Lao sind Theravada-Buddhisten und bauen Nassreis an.
- Austroasiatische Sprachfamilie: Khmu

Khmu besiedelten die Flusstäler, besonders des Nam Ou, von Süden kommend. Praktizierten Khmu früher fast ausschließlich ihre traditionell animistische Religion, sind heute einige Khmu Buddhisten. Traditionelle Kleidung wird nur noch zu Festtagen getragen. Die Dörfer sind mit einem Zaun umgeben, um das Vieh draußen zu halten. Khmu bauen hauptsächlich Trockenreis an.
- Sinotibetische Sprachfamilie: Phunoi, Akha, Hor, Lolo, Sila

Die höher gelegenen Bergregionen wurden seit etwa 400 Jahren durch Immigration von Stämmen aus Tibet und Yunnan besiedelt.
Phunoi kamen aus Tibet über Birma und Nordthailand mit längerem Aufenthalt in Luang Prabang nach Phongsali. Sie siedeln heute vor allem in und in Dörfern um Phongsali Stadt. Phunoi sind zum großen Teil Theravada-Buddhisten. Ältere Frauen tragen weiße Beinlinge. Neben dem Anbau von Trockenreis nach Brandrodung betreiben Phunoi Teeanbau.
Akha wanderten aus Tibet über Yunnan vor etwa 300 Jahren nach Nord-Laos und Phongsali ein. Sie haben am auffälligsten ihre Kultur bewahrt. Ethnologen beschreiben bis zu 18 Akha-Untergruppen in Laos. Gemeinsam ist allen Gruppen die Siedlung in Dörfern zwischen 900 und 1400 Meter Höhe. Meistens sind nur die Hütten von einem Zaun umgeben. Akha besitzen eine reiche traditionelle Geisterwelt. Ein Tor am Eingang zum Dorf soll die bösen Geister fernhalten. Fast alle Frauen tragen traditionelle, selbst hergestellte Kleidung. Baumwolle aus eigenem Anbau wird versponnen und mit Indigo dunkelblau gefärbt. Dekoriert wird mit farbiger, meist roter Stickerei oder roten Ketten. Manche Akha-Frauen schmücken sich zusätzlich mit Piaster-Silbermünzen aus der Zeit der französischen Kolonisation, manche mit chinesischen oder alten laotischen Münzen aus Aluminium. Nach Brandrodung wird Trockenreis angebaut.
Hor, ethnische Chinesen, siedeln seit Jahrhunderten in der Region. Sie leben hauptsächlich in Phongsali Stadt und sprechen den chinesischen Dialekt aus Yunnan. Seit Jahrhunderten als Händler zwischen China und Thailand bekannt, betreiben sie den Handel in Phongsali. Die meisten Geschäfte, Restaurants und Gästehäuser werden von Hor geleitet.

## Tourismus

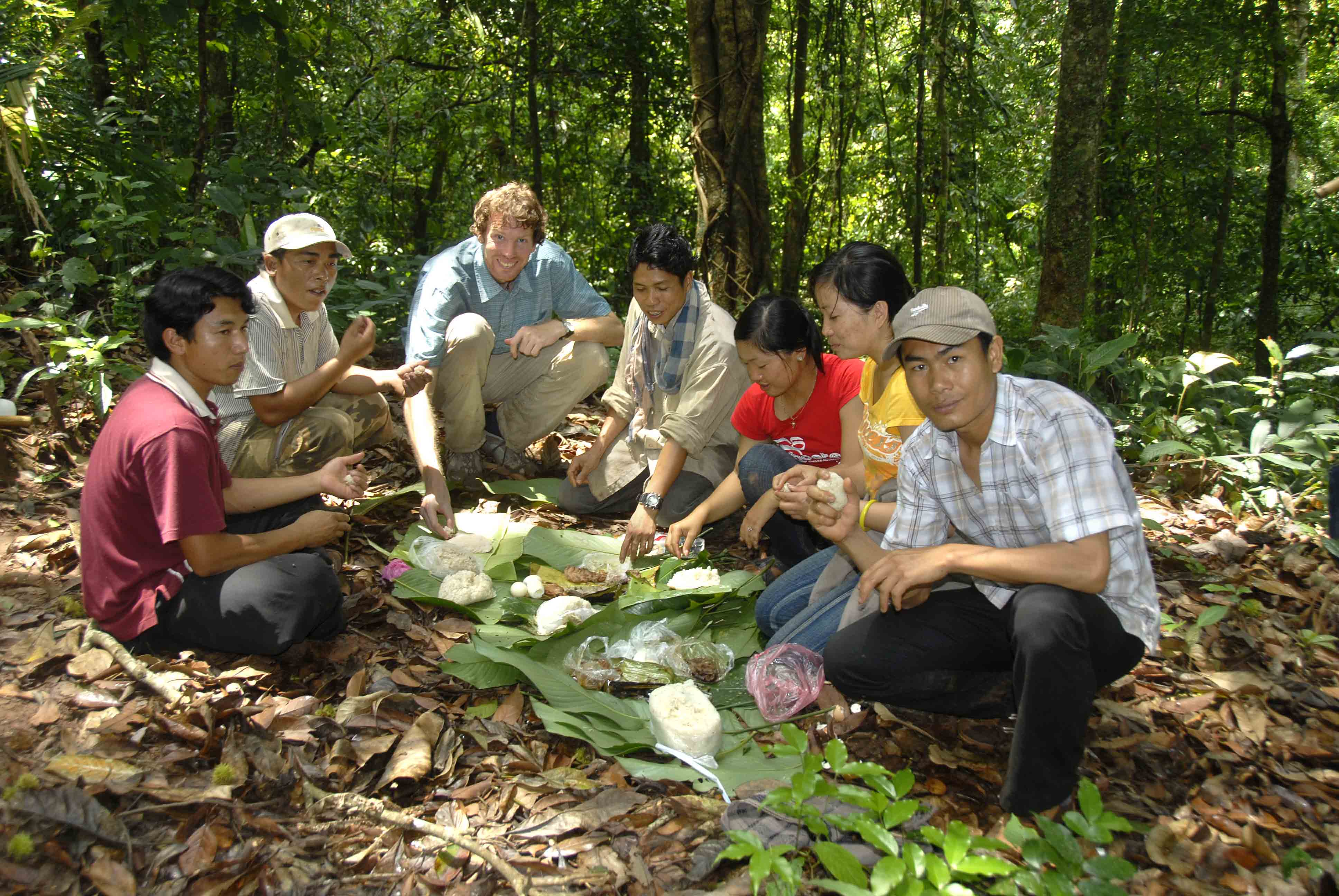
Picknick im Dschungel beim Trekking

Hotels, Gästehäuser und Restaurants der Provinz zählen zur einfachen Landeskategorie. Phongsali Stadt besitzt drei Hotels, etwa fünf Gästehäuser und fünf Restaurants; Muang Khoua ein Hotel, etwa sieben Gästehäuser und drei Restaurants; Boun Neua drei Gästehäuser und zwei Restaurants und Ou Tai zwei Gästehäuser und zwei Restaurants.
Ökotourismus ist Leitlinie des Laotischen Tourismusministeriums. Mit dem integrierten Konzept soll nachhaltig auf Belange von Umwelt und lokaler Bevölkerung besondere Rücksicht genommen werden. Auf Provinzebene wird dies in den „Provincial Tourism Departments/Offices“ umgesetzt.

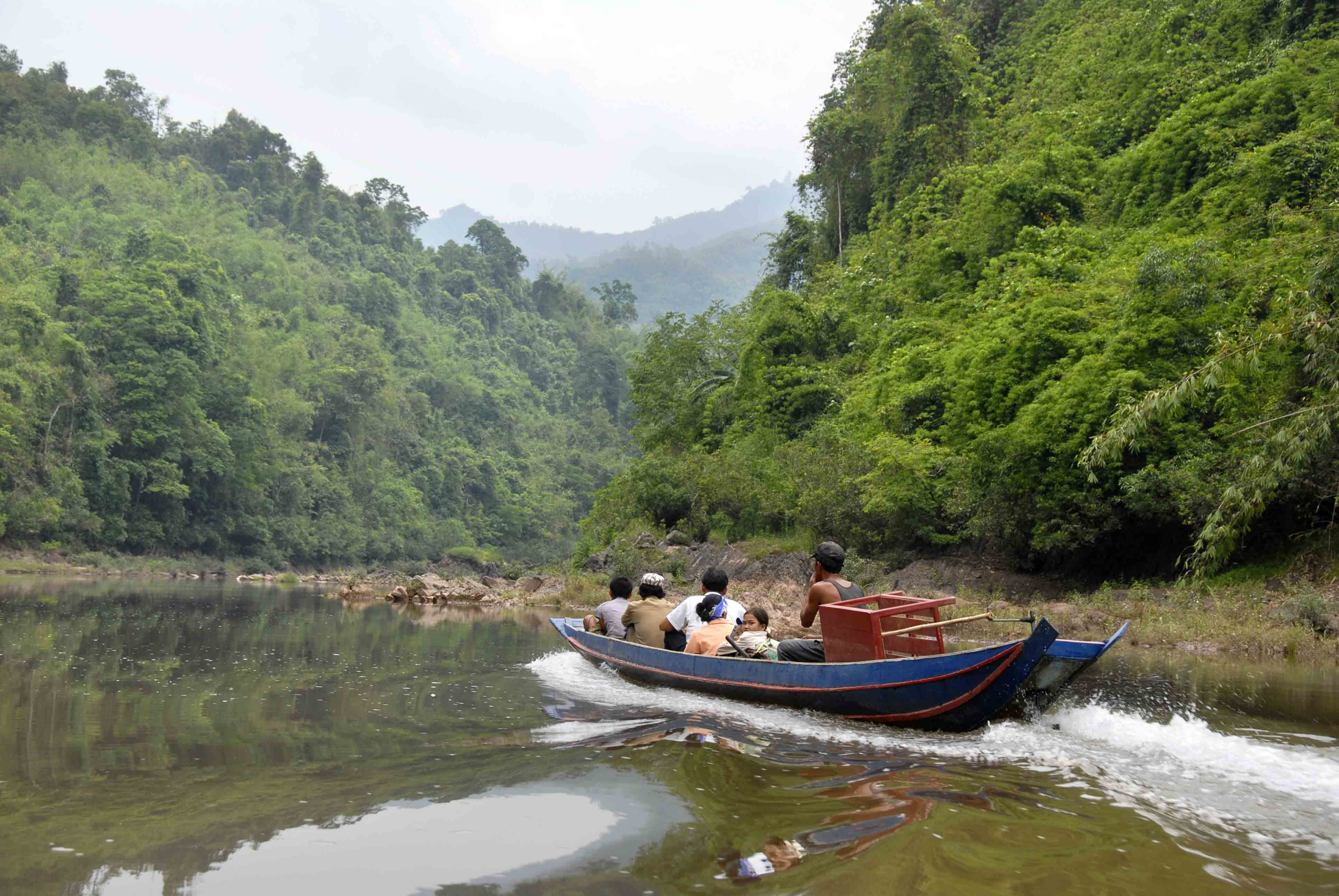
Bootsfahrt auf dem Nam Ou Fluss

Das „Provincial Tourism Office“ hat seinen Hauptsitz in Phongsali Stadt, sowie Büros Muang Khoua und Boun Neua. Von diesen drei Orten werden ein- und mehrtägige Trekkingtouren mit einheimischen, englischsprachigen und geschulten Führern angeboten. Sie führen durch Urwald und über Reisfelder in Dörfer der Bergbevölkerung mit Übernachtung bei Gastfamilien.
Bootsfahrten in der tiefen Schlucht des Nam Ou sind besonders reizvoll. Ein Reiseerlebnis der Gelassenheit ist die Bootsfahrt zwischen Hat Sa und Muang Khoua. Sie dauert einen Tag. Von Phongsali Stadt sind es 21 Kilometer bergab mit dem Bus bis Hat Sa, dann etwa sechs Stunden mit dem Boot. Eines der letzten Abenteuer für begeisterte Fluss-Bootsfahrer ist die Strecke von Luang Prabang nach Phongsali oder umgekehrt. Sie ist in drei Tagen machbar. Orte der Übernachtung sind Nong Khiau und Muang Khoua.
Tourismus in Phongsali steckt noch in den Kinderschuhen. Abenteuerlust und die Bereitschaft Dinge aus anderer Perspektive zu sehen sollten mitgebracht werden.

## Verkehr und Wirtschaft
Laos ist ein Entwicklungsland. Phongsali zählt zu den ärmsten Provinzen in Laos. Dies liegt vor allem an der abgelegenen, unwegsamen Berglandschaft. Nach wie vor ist die einzige Verbindungsstraße in die Nachbarprovinz Oudomxay auf weiten Strecken nicht asphaltiert. Für eine Fahrt der 232 km mit dem öffentlichen Bus von Oudomxay nach Phongsali Stadt müssen bei guten Straßenverhältnissen zehn Sunden eingeplant werden. Seit 2008 bietet Lao Air zwei Mal in der Woche Direktflüge von Vientiane (VTE) nach Boun Neua (PSL) an. Der Flug dauert etwa 1,5 Stunden. Vom Flughafen in Boun Neua bis nach Phongsali Stadt sind es mit dem Auto asphaltierte 41 km, ca. 75 min Fahrt. Von Boun Neua nach Ou Tai im Norden sind es 93 km. Die Fahrt auf der Piste dauert im öffentlichen Bus knapp 5 Stunden.

Tee aus Phongsali

Teeplantagen in den Bergen um Phongsali Stadt

Noch vor 1998, als die Verbindungsstraße von Ouodomxai fertiggestellt wurde, war Phongsali Stadt nur in der klassischen Art der früheren französischen Kolonialherren zu erreichen. Per Boot auf dem Nam Ou Fluss. Auch heute noch ist das etwas teurere Boot bei busmüden Menschen beliebt. Die Bootsfahrt von Muang Khoua nach Hat Sa kann mit 6 Stunden angesetzt werden. Von Hat Sa sind es 21 km per Bus bergauf nach Phongsali Stadt.
Seit Mai 2007 ist der einzige internationale Grenzübergang in Muang Mai nach Điện Biên in Vietnam geöffnet. Zwei Grenzübergänge, jeweils in den Distrikten Boun Neua und Gnot Ou, nach China sind bisher nur für Laoten und Chinesen passierbar.
Seit langer Zeit Grenzregion zwischen Laos und China, ist der Handel mit China bedeutungsvoll. Neben Holz wird Zuckerrohr, Tee und zukünftig Rohkautschuk exportiert und Fertigerzeugnisse importiert. In Phongsali Stadt gibt es eine Teefabrik. Phongsali Stadt ist administratives Zentrum der Provinz. Es gibt eine Polizeischule und eine Kaserne der Laotischen Armee. Tourismus hat zunehmende Bedeutung.
Reisanbau zur Subsistenzwirtschaft bestimmt die Wirtschaft in der Provinz Phongsali. In den Niederungen wird Nassreis kultiviert, an den Berghängen Trockenreis (Bergreis). Viele Familien bewirtschaften eigene Gemüsegärten und halten Hühner und Enten. Extensive Viehhaltung von Wasserbüffeln, Rindern und Hängebauchschweinen hat große Bedeutung für die Bevölkerung der Bergdörfer.
Internationale Entwicklungshilfe betätigt sich aktiv in der Provinz Phongsali. UN-Organisationen, wie das World Food Programme (WFP), United Nations International Drug Control Programme (UNDCP), sowie Europäische Union (EU), der Deutsche Entwicklungsdienst (DED), Comité de Coopération avec le Laos (CCL) und Nichtregierungsorganisationen NGOs, wie die Cooperative for Assistance and Relief Everywhere (CARE) leisten neben anderen aktuell Entwicklungszusammenarbeit.

## Geschichte
Nach Beendigung der als Erster Japanisch-Chinesischer Krieg bekannten Schlacht 1895 geriet ein Teil des bis dahin unabhängigen, aber an China angelehnte Tai-Lü-Fürstentum Sipsongpanna (chinesisch: Xishuangbanna) zur Provinz Phongsali im Protektorat Laos innerhalb der französischen Kolonie Indochina. Gouverneurssitz der neuen Provinz war zunächst Muang Houn am Nam Ou Fluss. 1916 wurde er nach Muang Khoua, ca. 80 km flussabwärts verlegt; 1921 schließlich nach Phongsali Stadt. Neben strategischen Erwägungen schien den Kolonialherren das gemäßigte Berg-Klima verträglicher.
Im Ersten Indochinakrieg war Phongsali neben der Provinz Houaphanh eine Hochburg der laotischen antikolonialen Kräfte, die eng mit den vietnamesischen Kommunisten unter der Führung von Ho Chi Minh kooperierten. In der entscheidenden Schlacht zwischen Frankreich und Vietnam bei Dien Bien Phu fungierte das laotisch-vietnamesische Grenzgebiet als strategisches Rückzugsgebiet für die antikolonialen Truppen. In den Distrikten Muang Mai und Muang Khoua kam es zu Kampfhandlungen.
Nach der laotischen Unabhängigkeit im Jahr 1954 wurde den Truppen des Pathet Lao („Land Laos“, Bezeichnung für die antikoloniale, kommunistisch gesinnte Bewegung in Laos und Keimzelle der Laotischen Revolutionären Volkspartei) die Provinzen Phongsali und Houaphanh als vorläufige Sammlungsgebiete zugewiesen. Die geplante Integration der Guerilla in die Regierungstruppen der laotischen Zentralregierung wurde durch den aufflammenden Bürgerkrieg verhindert und ab 1959 der Untergrundkampf – diesmal gegen die mit den USA assoziierten Königlichen Regierung in Vientiane – wieder aufgenommen.
Bis in die 1970er Jahre betrieb China sowohl aus strategischen Gründen als auch wegen der ethnisch chinesischen Bevölkerung (Hor) in Phongsali Stadt ein Konsulat. Im als Vietnamkrieg besser bekannten Zweiten Indochinakrieg geriet wieder Muang Mai und Muang Khoua in Kriegshandlungen. Amerikaner bombardierten den nördlichen Ho-Chi-Minh-Pfad, der durch die beiden Distrikte verlief. Phongsali Stadt wurde als eine der wenigen Orte in Laos nicht zerstört. Nach dem Ende des Kriegs 1975 wurde die Demokratische Volksrepublik Laos ausgerufen. Für kurz wurde Muang Mai, dann Muang Khoua Provinzhauptstadt von Phongsali. Wieder war Phongsali Rückzugsgebiet der Pathet Lao-Kämpfer. 1986 zog die Provinzhauptstadt wieder nach Phongsali Stadt. Die Provinzregierung hat beschlossen, dass sie ab 2010 wieder umziehen soll, diesmal nach Boun Neua, 41 Kilometer entfernt von Phongsali Stadt.

## Sehenswürdigkeiten und Aktivitäten

Tempel Wat Luang in Ou Tai (vor der Renovierung 2009)

- Wat Luang, buddhistisches Kloster (Wat) in Ou Tai im Norden der Provinz – Das Kloster im Ort Ou Tai im Distrikt Gnot Ou am Oberlauf des Nam Ou Flusses aus dem Jahr 1445 ist ein original erhaltenes Beispiel für Tai-Lü-Tempelarchitektur. Die Holzbalken-Dachkonstruktion ist architektonisch beachtlich. Im Frühjahr 2009 wurden Renovierungsarbeiten abgeschlossen. In der Umgebung gibt es weitere interessante Klöster im Tai-Lü-Stil.
- 400-Jahre-alte-Teeplantage in Ban Komaen – Im Dorf Ban Komaen, 18 Kilometer Piste von Phongsali Stadt entfernt werden bis zu sechs Meter hohe und nach lokalen Angaben bis zu 400 Jahre alte Teebäume beerntet, Tee-Experten zufolge die ältesten Teebäume der Welt. Als Pu-Erh-Tee zählt er zu den Tees der Spitzenqualität. Das große Wurzelsystem der alten Bäume reicht tief in den mineralreichen Boden. Dies verleiht dem 'Phongsali Tee' seinen besonderen Duft und Geschmack.
- Eco-Trekking – Eine Vielzahl an erprobten Trekkingtouren führt durch Dschungel und entlegene Bergdörfer auf oft schmalen Pfaden. Die Tourist Information Phongsali bietet Tagestouren oder Mehrtagestouren mit erfahrenen einheimischen Führern an. Übernachtet wird in den Dörfern im Haus einer Familie, das mit Matratzen und Decken ausgestattet ist. Die Familien bereiten auch das Essen für ihre Gäste.

## Administrative Gliederung
Die Provinz Phongsali setzt sich aus sieben Distrikten zusammen:
| Code  | Distrikt              | Lao   |
| ----- | --------------------- | ----- |
|       |                       |       |
| 02-01 | Phongsali (Phongsaly) | ຜົ້ງສາລີ |
| 02-02 | May                   | ໃໝ່    |
| 02-03 | Khoua (Khua)          | ຂວາ   |
| 02-04 | Samphan (Samphanh)    | ສຳພັນ  |
| 02-05 | Boun Neua (Boon Neua) | ບຸນເໜືອ |
| 02-06 | Nhot Ou               | ຍອດອູ  |
| 02-07 | Boun Tai (Boontai)    | ບຸນໃຕ້  |